# Eisschnelllauf-Mehrkampfweltmeisterschaft 2003

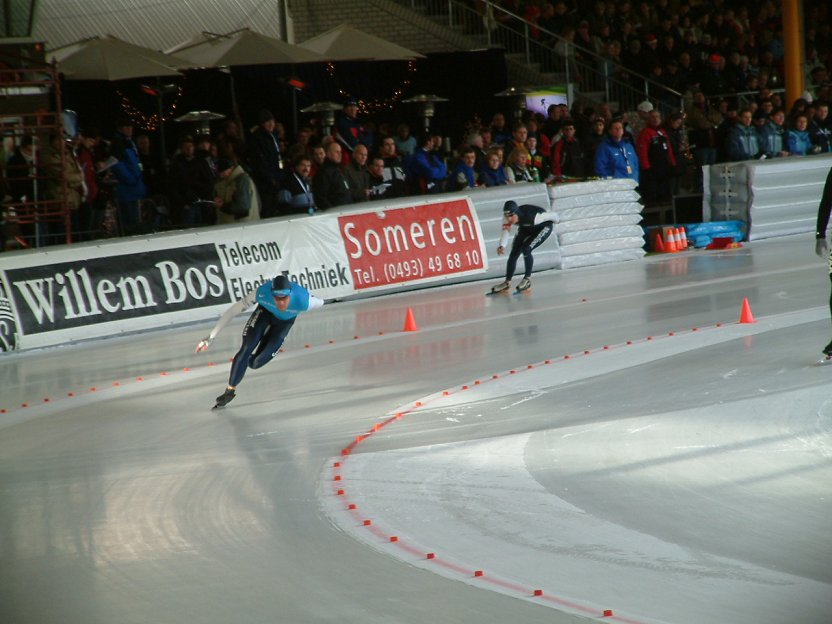
Mehrkampf-Weltmeister
Gianni Romme (li.)

Die 97. Mehrkampfweltmeisterschaft (61. der Frauen) wurde vom 8. bis 9. Februar 2003 im schwedischen Göteborg (Eislaufanlage Ruddalens IP) ausgetragen.

## Teilnehmende Nationen
- 48 Sportler aus 12 Nationen nahmen am Mehrkampf teil.

| Teilnehmende Nationen                 | Teilnehmende Nationen            | Teilnehmende Nationen                         |
| ------------------------------------- | -------------------------------- | --------------------------------------------- |
| Österreich Kanada Deutschland Italien | Japan Niederlande Norwegen Polen | Rumänien Russland Schweden Vereinigte Staaten |

## Wettbewerb

### Frauen

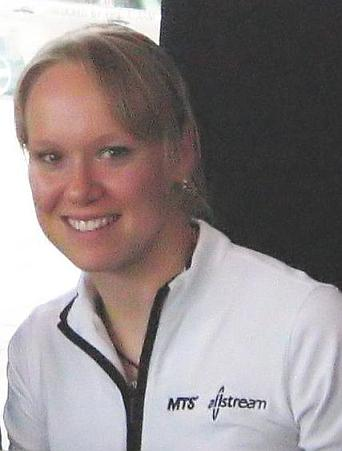
Mehrkampf-Weltmeisterin
Cindy Klassen

#### Endstand Kleiner-Vierkampf
- Zeigt die ersten zwölf Finalteilnehmerinnen der Mehrkampf-WM über 5.000 Meter.
  - Die Zahl in Klammern gibt die Platzierung je Einzelstrecke an, fett gedruckt die jeweils Schnellste.

| Rang | Name               | 500 Meter  | Pkt.  | 3.000 Meter  | Pkt.  | 1.500 Meter  | Pkt.  | 5.000 Meter  | Pkt.  | Gesamt- pkt. |
| ---- | ------------------ | ---------- | ----- | ------------ | ----- | ------------ | ----- | ------------ | ----- | ------------ |
| 1    | Cindy Klassen      | 40,16 (2)  | 40,16 | 4:21,28 (2)  | 43,54 | 2:05,10 (3)  | 41,70 | 7:31,39 (3)  | 45,13 | 170,545      |
| 2    | Claudia Pechstein  | 41,20 (5)  | 41,20 | 4:19,99 (1)  | 43,33 | 2:04,99 (2)  | 41,66 | 7:29,50 (2)  | 44,95 | 171,144      |
| 3    | Daniela Anschütz   | 41,4 (6)   | 41,40 | 4:24,46 (6)  | 44,07 | 2:07,28 (9)  | 42,42 | 7:37,31 (6)  | 45,73 | 173,633      |
| 4    | Kristina Groves    | 42,11 (16) | 42,11 | 4:22,72 (5)  | 43,78 | 2:06,30 (6)  | 42,10 | 7:37,30 (5)  | 45,73 | 173,726      |
| 5    | Jennifer Rodriguez | 40,01 (1)  | 40,01 | 4:29,39 (12) | 44,89 | 2:05,79 (5)  | 41,93 | 7:49,79 (11) | 46,97 | 173,817      |
| 6    | Clara Hughes       | 43,31 (23) | 43,31 | 4:21,38 (3)  | 43,56 | 2:07,31 (10) | 42,43 | 7:25,88 (1)  | 44,58 | 173,897      |
| 7    | Maki Tabata        | 40,95 (3)  | 40,95 | 4:29,31 (11) | 44,88 | 2:04,71 (1)  | 41,57 | 7:46,45 (10) | 46,64 | 174,050      |
| 8    | Catherine Raney    | 42,99 (22) | 42,99 | 4:21,99 (4)  | 43,66 | 2:06,98 (8)  | 42,32 | 7:34,00 (4)  | 45,40 | 174,381      |
| 9    | Renate Groenewold  | 41,66 (8)  | 41,66 | 4:28,31 (10) | 44,71 | 2:05,69 (4)  | 41,89 | 7:41,14 (8)  | 46,11 | 174,388      |
| 10   | Marja Vis          | 41,83 (10) | 41,83 | 4:25,71 (7)  | 44,28 | 2:07,33 (11) | 42,44 | 7:45,22 (9)  | 46,52 | 175,080      |
| 11   | Annamarie Thomas   | 40,98 (4)  | 40,98 | 4:30,60 (15) | 45,10 | 2:06,36 (7)  | 42,12 | 7:58,02 (12) | 47,80 | 176,002      |
| 12   | Swetlana Wyssokowa | 42,77 (20) | 42,77 | 4:27,50 (8)  | 44,58 | 2:08,41 (13) | 42,80 | 7:40,37 (7)  | 46,03 | 176,193      |

#### 500 Meter
| Platz | Name                | Land               | Zeit  | Punkte |
| ----- | ------------------- | ------------------ | ----- | ------ |
| 1     | Jennifer Rodriguez  | Vereinigte Staaten | 40,01 | 40,01  |
| 2     | Cindy Klassen       | Kanada             | 40,16 | 40,16  |
| 3     | Maki Tabata         | Japan              | 40,95 | 40,95  |
| 4     | Annamarie Thomas    | Niederlande        | 40,98 | 40,98  |
| 5     | Claudia Pechstein   | Deutschland        | 41,20 | 41,20  |
| 6     | Daniela Anschütz    | Deutschland        | 41,40 | 41,40  |
| 7     | Katrin Kalex        | Deutschland        | 41,56 | 41,56  |
| 8     | Renate Groenewold   | Niederlande        | 41,66 | 41,66  |
| 9     | Nicola Mayr         | Italien            | 41,77 | 41,77  |
| 10    | Marja Vis           | Niederlande        | 41,83 | 41,83  |
| 10    | Yuri Obara          | Japan              | 41,83 | 41,83  |
|       |                     |                    |       |        |
| 17    | Emese Dörfler-Antal | Österreich         | 42,12 | 42,12  |
| 19    | Lucille Opitz       | Deutschland        | 42,38 | 42,38  |

#### 3.000 Meter
| Platz | Name                | Land               | Zeit    | Punkte |
| ----- | ------------------- | ------------------ | ------- | ------ |
| 1     | Claudia Pechstein   | Deutschland        | 4:19,99 | 43,33  |
| 2     | Cindy Klassen       | Kanada             | 4:21,28 | 43,54  |
| 3     | Clara Hughes        | Kanada             | 4:21,38 | 43,56  |
| 4     | Catherine Raney     | Vereinigte Staaten | 4:21,99 | 43,66  |
| 5     | Kristina Groves     | Kanada             | 4:22,72 | 43,78  |
| 6     | Daniela Anschütz    | Deutschland        | 4:24,46 | 44,07  |
| 7     | Marja Vis           | Niederlande        | 4:25,71 | 44,28  |
| 8     | Swetlana Wyssokowa  | Russland           | 4:27,50 | 44,58  |
| 9     | Katrin Kalex        | Deutschland        | 4:28,22 | 44,70  |
| 10    | Renate Groenewold   | Niederlande        | 4:28,31 | 44,71  |
|       |                     |                    |         |        |
| 19    | Lucille Opitz       | Deutschland        | 4:31,80 | 45,30  |
| 20    | Emese Dörfler-Antal | Österreich         | 4:33,11 | 45,51  |

#### 1.500 Meter
| Platz | Name                | Land               | Zeit    | Punkte |
| ----- | ------------------- | ------------------ | ------- | ------ |
| 1     | Maki Tabata         | Japan              | 2:04,71 | 41,57  |
| 2     | Claudia Pechstein   | Deutschland        | 2:04,99 | 41,66  |
| 3     | Cindy Klassen       | Kanada             | 2:05,10 | 41,70  |
| 4     | Renate Groenewold   | Niederlande        | 2:05,69 | 41,89  |
| 5     | Jennifer Rodriguez  | Vereinigte Staaten | 2:05,79 | 41,93  |
| 6     | Kristina Groves     | Kanada             | 2:06,30 | 42,10  |
| 7     | Annamarie Thomas    | Niederlande        | 2:06,36 | 42,12  |
| 8     | Catherine Raney     | Vereinigte Staaten | 2:06,98 | 42,32  |
| 9     | Daniela Anschütz    | Deutschland        | 2:07,28 | 42,42  |
| 10    | Clara Hughes        | Kanada             | 2:07,31 | 42,43  |
|       |                     |                    |         |        |
| 14    | Lucille Opitz       | Deutschland        | 2:08,53 | 42,84  |
| 21    | Emese Dörfler-Antal | Österreich         | 2:10,43 | 43,47  |
| 24    | Katrin Kalex        | Deutschland        | 2:53,57 | 57,85  |

#### 5.000 Meter
| Platz | Name               | Land               | Zeit    | Punkte |
| ----- | ------------------ | ------------------ | ------- | ------ |
| 1     | Clara Hughes       | Kanada             | 7:25,88 | 44,58  |
| 2     | Claudia Pechstein  | Deutschland        | 7:29,50 | 44,95  |
| 3     | Cindy Klassen      | Kanada             | 7:31,39 | 45,13  |
| 4     | Catherine Raney    | Vereinigte Staaten | 7:34,00 | 45,40  |
| 5     | Kristina Groves    | Kanada             | 7:37,30 | 45,73  |
| 6     | Daniela Anschütz   | Deutschland        | 7:37,31 | 45,73  |
| 7     | Swetlana Wyssokowa | Russland           | 7:40,37 | 46,03  |
| 8     | Renate Groenewold  | Niederlande        | 7:41,14 | 46,11  |
| 9     | Marja Vis          | Niederlande        | 7:45,22 | 46,52  |
| 10    | Maki Tabata        | Japan              | 7:46,45 | 46,64  |

### Männer

#### Endstand Großer-Vierkampf
- Zeigt die zwölf Finalteilnehmer der Mehrkampf-WM über 10.000 Meter.
  - Die Zahl in Klammern gibt die Platzierung je Einzelstrecke an, fett gedruckt der jeweils Schnellste.

| Rang | Name              | 500 Meter  | Pkt.  | 5.000 Meter  | Pkt.  | 1.500 Meter  | Pkt.  | 10.000 Meter  | Pkt.  | Gesamt- pkt. |
| ---- | ----------------- | ---------- | ----- | ------------ | ----- | ------------ | ----- | ------------- | ----- | ------------ |
| 1    | Gianni Romme      | 38,23 (17) | 38,23 | 6:42,67 (1)  | 40,26 | 1:52,07 (3)  | 37,35 | 14:05,04 (1)  | 42,25 | 158,105      |
| 2    | Rintje Ritsma     | 37,67 (11) | 37,67 | 6:48,07 (2)  | 40,80 | 1:53,54 (5)  | 37,84 | 14:11,32 (2)  | 42,56 | 158,889      |
| 3    | Ids Postma        | 36,89 (1)  | 36,89 | 6:53,37 (4)  | 41,33 | 1:53,08 (4)  | 37,69 | 14:21,87 (6)  | 43,09 | 159,013      |
| 4    | Mark Tuitert      | 37,56 (7)  | 37,56 | 6:55,67 (8)  | 41,56 | 1:51,74 (2)  | 37,24 | 14:20,15 (4)  | 43,00 | 159,380      |
| 5    | Jewgeni Lalenkow  | 37,05 (2)  | 37,05 | 6:55,81 (9)  | 41,58 | 1:51,70 (1)  | 37,23 | 14:39,75 (10) | 43,98 | 159,851      |
| 6    | Eskil Ervik       | 38,69 (20) | 38,69 | 6:52,94 (3)  | 41,29 | 1:54,14 (10) | 38,04 | 14:13,14 (3)  | 42,65 | 160,687      |
| 7    | Dmitri Schepel    | 37,35 (4)  | 37,35 | 6:58,29 (11) | 41,82 | 1:55,02 (15) | 38,34 | 14:31,14 (8)  | 43,55 | 161,076      |
| 8    | KC Boutiette      | 37,58 (9)  | 37,58 | 6:57,76 (10) | 41,77 | 1:54,51 (12) | 38,17 | 14:31,18 (9)  | 43,55 | 161,085      |
| 9    | Johan Röjler      | 38,04 (16) | 38,04 | 6:55,32 (7)  | 41,53 | 1:54,99 (14) | 38,33 | 14:24,97 (7)  | 43,24 | 161,150      |
| 10   | Jan Friesinger    | 37,59 (10) | 37,59 | 6:59,03 (12) | 41,90 | 1:55,02 (15) | 38,34 | 14:41,46 (11) | 44,07 | 161,906      |
| 11   | Paweł Jan Zygmunt | 38,85 (21) | 38,85 | 6:54,46 (5)  | 41,44 | 1:56,05 (18) | 38,68 | 14:20,94 (5)  | 43,04 | 162,026      |
| 15   | Enrico Fabris     | 38,46 (18) | 38,46 | 6:55,16 (6)  | 41,51 | 1:54,02 (8)  | 38,00 | DQ (−)        | −     | −            |

#### 500 Meter
| Platz | Name              | Land               | Zeit  | Punkte |
| ----- | ----------------- | ------------------ | ----- | ------ |
| 1     | Ids Postma        | Niederlande        | 36,89 | 36,89  |
| 2     | Jewgeni Lalenkow  | Russland           | 37,05 | 37,05  |
| 3     | Kevin Marshall    | Kanada             | 37,18 | 37,18  |
| 4     | Dmitri Schepel    | Russland           | 37,35 | 37,35  |
| 4     | Derek Parra       | Vereinigte Staaten | 37,35 | 37,35  |
| 6     | Takahiro Ushiyama | Japan              | 37,36 | 37,36  |
| 7     | Mark Tuitert      | Niederlande        | 37,56 | 37,56  |
| 7     | Chris Callis      | Vereinigte Staaten | 37,56 | 37,56  |
| 9     | KC Boutiette      | Vereinigte Staaten | 37,58 | 37,58  |
| 10    | Jan Friesinger    | Deutschland        | 37,59 | 37,59  |

#### 5.000 Meter
| Platz | Name              | Land               | Zeit    | Punkte |
| ----- | ----------------- | ------------------ | ------- | ------ |
| 1     | Gianni Romme      | Niederlande        | 6:42,67 | 40,26  |
| 2     | Rintje Ritsma     | Niederlande        | 6:48,07 | 40,80  |
| 3     | Eskil Ervik       | Norwegen           | 6:52,94 | 41,29  |
| 4     | Ids Postma        | Niederlande        | 6:53,37 | 41,33  |
| 5     | Paweł Jan Zygmunt | Polen              | 6:54,46 | 41,44  |
| 6     | Enrico Fabris     | Italien            | 6:55,16 | 41,51  |
| 7     | Johan Röjler      | Schweden           | 6:55,32 | 41,53  |
| 8     | Mark Tuitert      | Niederlande        | 6:55,67 | 41,56  |
| 9     | Jewgeni Lalenkow  | Russland           | 6:55,81 | 41,58  |
| 10    | KC Boutiette      | Vereinigte Staaten | 6:57,76 | 41,77  |
|       |                   |                    |         |        |
| 12    | Jan Friesinger    | Deutschland        | 6:59,03 | 41,90  |

#### 1.500 Meter
| Platz | Name             | Land               | Zeit    | Punkte |
| ----- | ---------------- | ------------------ | ------- | ------ |
| 1     | Jewgeni Lalenkow | Russland           | 1:51,70 | 37,23  |
| 2     | Mark Tuitert     | Niederlande        | 1:51,74 | 37,24  |
| 3     | Gianni Romme     | Niederlande        | 1:52,07 | 37,35  |
| 4     | Ids Postma       | Niederlande        | 1:53,08 | 37,69  |
| 5     | Rintje Ritsma    | Niederlande        | 1:53,54 | 37,84  |
| 6     | Shani Davis      | Vereinigte Staaten | 1:53,72 | 37,90  |
| 7     | Dustin Molicki   | Kanada             | 1:53,98 | 37,99  |
| 8     | Enrico Fabris    | Italien            | 1:54,02 | 38,00  |
| 9     | Derek Parra      | Vereinigte Staaten | 1:54,13 | 38,04  |
| 10    | Eskil Ervik      | Norwegen           | 1:54,14 | 38,04  |
|       |                  |                    |         |        |
| 15    | Jan Friesinger   | Deutschland        | 1:55,02 | 38,34  |

#### 10.000 Meter
| Platz | Name              | Land               | Zeit     | Punkte |
| ----- | ----------------- | ------------------ | -------- | ------ |
| 1     | Gianni Romme      | Niederlande        | 14:05,04 | 42,25  |
| 2     | Rintje Ritsma     | Niederlande        | 14:11,32 | 42,56  |
| 3     | Eskil Ervik       | Norwegen           | 14:13,14 | 42,65  |
| 4     | Mark Tuitert      | Niederlande        | 14:20,15 | 43,00  |
| 5     | Paweł Jan Zygmunt | Polen              | 14:20,94 | 43,04  |
| 6     | Ids Postma        | Niederlande        | 14:21,87 | 43,09  |
| 7     | Johan Röjler      | Schweden           | 14:24,97 | 43,24  |
| 8     | Dmitri Schepel    | Russland           | 14:31,14 | 43,55  |
| 9     | KC Boutiette      | Vereinigte Staaten | 14:31,18 | 43,55  |
| 10    | Jewgeni Lalenkow  | Russland           | 14:39,75 | 43,98  |
|       |                   |                    |          |        |
| 11    | Jan Friesinger    | Deutschland        | 14:41,46 | 44,07  |